# Francesco Crivelli
Francesco Crivelli (Milano, circa 1520 – dopo il 1580) è stato un pittore italiano.

## Biografia
Francesco era nato a Milano, figlio minore di Giovanni Battista che per la sua attività di orafo aveva contatti con Venezia e fratello di Gaspare, gioielliere e di Paolo, a sua volta orafo e letterato che aveva molti contatti con i poeti e i letterati del periodo presenti a Venezia.
Proprio grazie ai contatti del fratello Paolo, che teneva anche un circolo letterario nella città lagunare, in una lettera di Paolo Aretino datata 7 novembre 1537, vengono elogiate le capacità professionali del destinatario e dei suoi familiari e dal documento si può dedurre che Francesco sia nato verso il 1520 o, al più tardi, nel 1521, viene, infatti, indicato come dell'età di «quindeci anni o sedici». In un contatto dello scrittore Ludovico Dolce con il fratello Paolo viene indicata la presenza di Francesco a Roma dove ebbe la possibilità di copiare il grande Giudizio universale del Buonarrotti.
Nel giugno del 1577 il pittore si recò ad Alessandria, grazie a un permesso rilasciato dagli amministratori milanesi il 3 giugno, di cui si conserva documentazione dell'archivio di Stato milanese, “con alcune tele et tavole de retratti”,  di cui però non rimane testimonianza. Tra gli incarichi che questi avrebbe svolto in città è da ricordare quello per i marchesi Cuttica di Cassine, alla cui committenza, come si evince dalla scritta:"[C]ESAR CVTICA / [C]ASSINI MARCHIO", rinvenuta durante il restauro sovvenzionato dal proprietario, viene, per la prima volta dopo secoli, ricondotta una tela con un "Cristo in gloria tra la Vergine e san Giovanni con due donatori" (280 × 196,5 cm) firmata "FR.co CR.lo F(ecit)", apparsa nel giugno del 2020 in un'asta a Parigi e proveniente da una collezione greca costituitasi tra Roma e e Firenze negli anni Ottanta del XX secolo e ritenuta opera di un anonimo pittore della “Scuola dell'Italia del Nord” ma che i restauri hanno evidenziato, con non poca sorpresa, la sua provenienza alessandrina, sebbene originariamente fosse stata assegnata alla scuola dello spagnolo Juan de las Roelas, e successivamente al bergamasco Gian Paolo Lolmo.
La pulitura della tela ha confermato la committenza da parte della famiglia Cuttica con la raffigurazione, sotto quella di Cristo in gloria tra la Madonna e san Giovanni Evangelista posti su nuvole sorrette da angeli e avvolti da un coro di angioletti, di Cesare Cuttica e della moglie Tomasa Guasco raffigurati con i due infanti, Laura e il neonato Lorenzo. I personaggi sono raffigurati nello sfarzoso abbigliamento spagnolo che andava di moda nel Cinquecento. Sullo sfondo il Crivelli ha raffigurato una città di mare, da identificare in Genova, città a cui i coniugi erano particolarmente legati.
Forse proprio per la realizzazione di quest'opera al Crivelli fu concesso il rilascio di una patente dal comune di Milano, sembra infatti che dai documenti rilevati dallo storico Francesco Guasco di Bisio, risulti che i contatti tra l'artista e la famiglia ci furono l'anno precedente il rilascio della sua patente di viaggio.
L'opera era destinata come pala dell'altare maggiore della chiesa domenicana di San Marco (che, completamente ristrutturata agli inizi dell'Ottocento, costituisce il duomo di Alessandria).
Fino a tale data l'unica opera attribuita con certezza a Francesco Crivelli era una "Visitazione di Maria a santa Elisabetta" (1550 ca.) esposta a Inverigo presso il santuario di Santa Maria della Noce.

## Opere
Purtroppo molte delle sue opere documentate come ritratti e d'arte sacra sono andate perdute:
- Visitazione di Maria a santa Elisabetta santuario di Santa Maria della Noce, Inverigo;
- Cristo in gloria tra la Vergine e san Giovanni con due donatori realizzato per l'antica chiesa di San Marco Alessandria;
- Ritratto del governatore di Milano, Ferrante Gonzaga opera perduta;